# Escut de Tanzània
L'escut de Tanzània té la forma ovalada típica dels escuts defensius tradicionals de l'Àfrica oriental.
És quarterat en faixa. Al primer quarter, d'or, una torxa flamejant. Al segon quarter, tercejat en banda: el primer de sinople, el segon de sable i el tercer d'atzur, amb una filiera d'or entorn de la banda central de sable. Al tercer quarter, de gules. Al quart quarter, faixat ondat d'argent i atzur. Ressaltant sobre la partició de gules, una destral i una rella d'arada d'or passades en sautor i, al mig, una llança posada en pal, la qual ressalta sobre els quarters segon, tercer i quart. Com a suports, un home i una dona amb vestits tradicionals al natural sostenint cadascun un ullal d'elefant i descansant damunt una terrassa amb la representació del Kilimanjaro, una mata de claveller als peus de l'home i una de cotó als de la dona, i a la base una cinta d'argent amb el lema nacional tanzà en suahili: UHURU NA UMOJA ('Llibertat i unitat').
El quarter d'or representa la riquesa mineral de la República Unida de Tanzània, amb la torxa com a símbol de llibertat, il·luminació i coneixement. La segona partició són els colors de la bandera estatal. El quarter de gules al·ludeix al sòl vermellós africà, on destaquen les eines usades per al desenvolupament del país i la llança per defensar la llibertat. Les faixes ondades representen la terra, el mar, els llacs i la línia costanera. L'home i la dona al·ludeixen a la necessària cooperació. La resta d'elements són significatius de la fauna, la flora i la geografia del país, amb el Kilimanjaro com a màxim referent.